# Miroslav Zedníček
Miroslav Zedníček (4. listopadu 1931 Ruda – 19. února 2012 Litoměřice) byl český římskokatolický teolog, duchovní, právník, odborník na církevní právo a vysokoškolský pedagog. Zabýval se především historií církevního práva a postavením ženy v církvi. Přeložil do češtiny z latiny úřední text Kodexu kanonického práva. Pozdější drobné opravy k tomuto svému překladu uvedl v systému ASPI.

## Studium

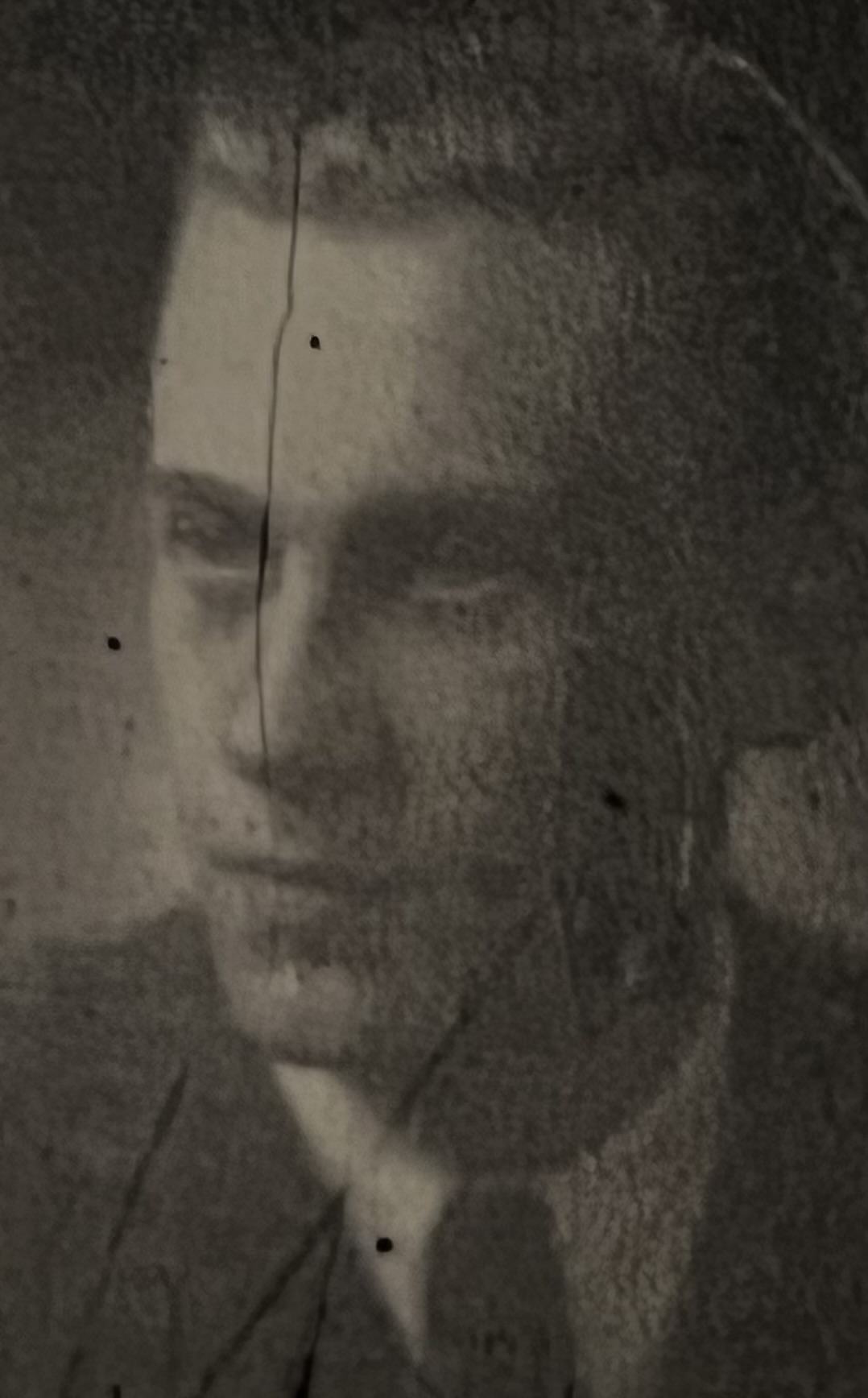
Miroslav Zedníček
(cca 50. léta 20. stol.)

Pocházel z rodiny se dvěma dětmi, ale oba rodiče, postupně v jeho 7 (matka) a 9 (otec) letech, zemřeli na následky infekčních chorob (pravděpodobně cholera nebo břišní tyfus). Vyrůstal pak v rodině příbuzných, avšak oddělené od své sestry, která vyrůstala u jiné příbuzenské rodiny. V letech 1946–1948 studoval na reálném gymnáziu při státním mužském učitelském ústavě v Brně a na gymnáziu na Starém Brně v letech 1946–1948. V letech 1950-1954 absolvoval Římskokatolickou Cyrilometodějskou bohosloveckou fakultu v Praze (od roku 1953 se sídlem v Litoměřicích).
Po kněžském svěcení biskupem Antonínem Eltschknerem 27. června 1954, jako kněz brněnské diecéze, působil nejdříve ve farnostech v Moravských Budějovicích a Telči, později v litoměřické diecézi ve farnosti Liběšice.
Na Cyrilometodějské bohoslovecké fakultě pokračoval ve studiu teologie, kterou zakončil disertační prací na téma: „Odpad od víry z hlediska pastýřského bohoslovi“ a 22. června 1961 byl promován doktorem teologie.

## Pedagogická činnost
Od začátku akademického roku 1961 působil na Cyrilometodějské bohoslovecké fakultě v Litoměřicích nejprve jako asistent. V roce 1966 obdržel na fakultě kvůli práci s akademickou mládeží výpověď na základě rozhodnutí Ministerstva kultury ČSSR. Vedl v této věci pracovněprávní spor, a byl proto nezaměstnaný. Změnu přineslo až pražské jaro, kdy bylo odvolání z funkce na fakultě v rehabilitačním řízení prohlášeno za protiprávní.
Dne 24. června 1969 byl na Cyrilometodějské bohoslovecké fakultě opět jmenován asistentem s účinností od 1. března 1970. Dne 23. června 1972 byl jmenován odborným asistentem s účinností od 1. října 1972.
V roce 1976 absolvoval habilitační řízeni se spisem Forensní psychiatrie. Docentem církevního práva byl jmenován až 15. října 1980 (s účinností od 1. října).

## Právnické vzdělání
Kanonickému právu se věnoval nejprve soukromě. Na počátku pedagogického působení byl pověřen přednáškami z jiných oborů (filozofie v letech 1962–1965 a 1970–1974; Nový Zákon v roce 1962 a 1964, latinský jazyk v letech 1969–1972 a 1975–1976, pedagogika v letech 1982–1983). Kanonické právo učil až od roku 1972, a od roku 1977 volitelný předmět forensní lékařství. Kvalifikaci získal spíše samostudiem de facto než specializovaným vysokoškolským studiem.
Na doporučení kardinála Štěpána Trochty se přihlásil ke studiím na Právnické fakultě Univerzity Karlovy, které úspěšně dokončil diplomovou prací v oboru práva trestního, a roku 1975 zde získal titul doktora práv (JUDr.).

## Činnost po pádu totality
Po pádu komunistického režimu byl na Cyrilometodějské bohoslovecké fakultě dne 2. ledna 1990 jmenován vedoucím katedry církevního práva (s účinností od 1. ledna 1990) a dne 4. ledna 1990 též profesorem církevního práva (s účinností od 1. ledna). Po reinkorporaci bohoslovecké fakulty do svazku univerzity byl dne 25. května 1990 jmenován na Katolické teologické fakultě Univerzity Karlovy v Praze vedoucím katedry historicko-právní (s účinností od 10. května). Toto pověření bylo ukončeno až při reorganizaci kateder k 1. červenci 2003, kdy byl převeden na novou katedru pastorálních oborů.
Za rozporné a konfliktní situace, v níž se Katolická teologická fakulta Univerzity Karlovy v 90. letech 20. století ocitla, byl opakovaně členem a předsedou fakultního Akademického senátu a usiloval od dodržování zákona o vysokých školách i vnitřních předpisů univerzity, o soulad předpisů fakultních s těmito vyššími normami a o nekonfliktní vztah fakulty k Velkému kancléři.
Byl též členem vědecké rady KTF UK, vědecké rady Cyrilometodějské teologické fakulty UP v Olomouci a zakládajícím členem Společnosti pro církevní právo.
Své pedagogické působení ukončil dne 30. června 2004. V roce 2005 byl jmenován emeritním profesorem Univerzity Karlovy v Praze, na kterou nadále pravidelně docházel.

## Společenská aktivita a advokátní činnost

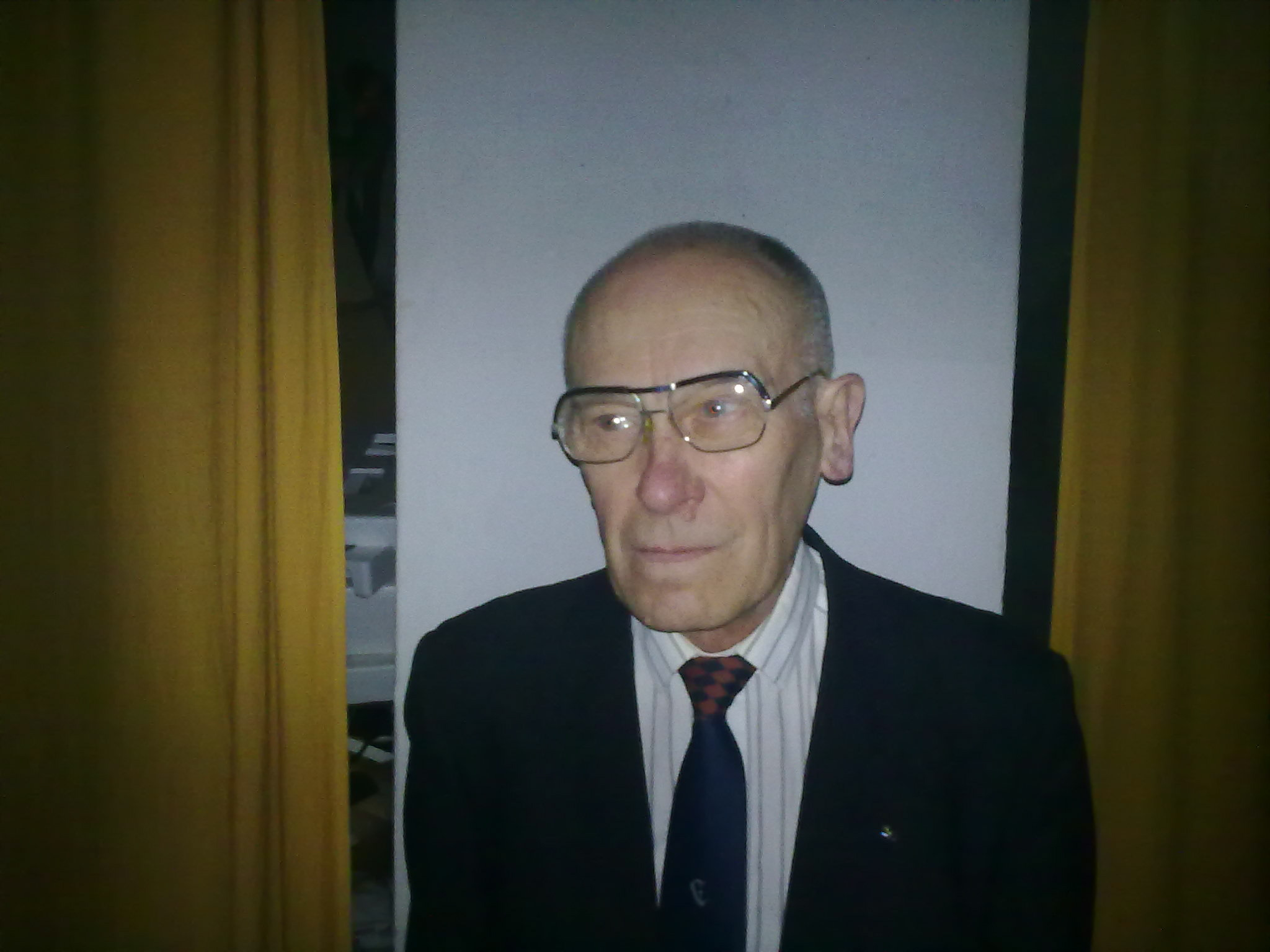
Miroslav Zedníček
(27. ledna 2012)

Jako výpomocný duchovní působil v Římskokatolické farnosti Liběšice u Litoměřic od 22. dubna 1961 až do své smrti. Téže obci pomáhal i jinými způsoby, např. doučováním jazyků, odbornými překlady nebo poradenstvím v oblasti práv. Od roku 1963 až do své smrti totiž poskytoval bezplatné právní služby hlavně v oblasti práva pracovního a sociálního. Po listopadu 1989 se tato jeho činnost formalizovala. Vzhledem k tomu, že byl profesorem v oblasti platného práva (kanonické právo se stalo součástí českého právního řádu), splňoval podmínky podle tehdy platného zákona o advokacii a byl zapsán do seznamu advokátů České advokátní komory, v němž byl veden pod ev. č. 04192.
Dne 27. ledna 2012 mu byl udělen titul Právník roku 2011 v kategorii občanské právo hmotné a procesní. Zemřel 19. února 2012 v městské nemocnici v Litoměřicích v důsledku cévní mozkové příhody.
Profesor Zedníček působil také ve statusových a trestních věcech jako právník u církevního soudu. Jeho bibliografie není příliš rozsáhlá. Vedle časopiseckých textů, příspěvcích ve sbornících či heslech v Malém bohovědném slovníku (Praha, 1963), zůstává jeho největším a nejznámějším počinem český překlad Kodexu kanonického práva z roku 1983, který byl schválen církevní instancí jako oficiální. Výtěžek z této jeho překladatelské činnosti věnoval pak na opravu střechy kostela Nanebevzetí Panny Marie v Liběšicích. Jeho hrob se nachází v Tišnově.

## Post mortem
V sobotu 22. února 2014 se v liběšickém kostele konala při příležitosti 2. výročí úmrtí vzpomínková mše. V závěru mše byla posvěcena pamětní deska umístěná v kostele na stěně po pravé straně poblíž vchodu. Při 10. výročí úmrtí v sobotu 19. února 2022 navštívil liběšický kostel litoměřický biskup Jan Baxant a sloužil za něho zádušní mši svatou.